# Енглвуд (Канзас)
Енглвуд (англ. Englewood) — місто (англ. city) в США, в окрузі Кларк штату Канзас. Населення — 58 осіб (2020).

## Географія
Енглвуд розташований за координатами 37°2′24″ пн. ш. 99°59′12″ зх. д. / 37.04000° пн. ш. 99.98667° зх. д. (37.040059, -99.986718).  За даними Бюро перепису населення США в 2010 році місто мало площу 2,61 км², уся площа — суходіл. В 2017 році площа становила 2,92 км², уся площа — суходіл.

## Демографія
Згідно з переписом 2010 року, у місті мешкало 77 осіб у 40 домогосподарствах у складі 20 родин. Густота населення становила 30 осіб/км².  Було 68 помешкань (26/км²).
Расовий склад населення:
| - 88,3 % — білих - 1,3 % — азіатів - 10,4 % — осіб інших рас |

До двох чи більше рас належало 0,0 %. Частка іспаномовних становила 10,4 % від усіх жителів.
За віковим діапазоном населення розподілялося таким чином: 19,5 % — особи молодші 18 років, 48,0 % — особи у віці 18—64 років, 32,5 % — особи у віці 65 років та старші. Медіана віку мешканця становила 53,5 року. На 100 осіб жіночої статі у місті припадало 148,4 чоловіків;  на 100 жінок у віці від 18 років та старших — 121,4 чоловіків також старших 18 років.
Медіана доходів становила 28 636 доларів для чоловіків та 21 250 доларів для жінок. За межею бідності перебувало 47,6 % осіб, у тому числі 92,3 % дітей у віці до 18 років та 3,4 % осіб у віці 65 років та старших.
Цивільне працевлаштоване населення становило 32 особи. Основні галузі зайнятості: будівництво — 34,4 %, сільське господарство, лісництво, риболовля — 28,1 %, транспорт — 12,5 %, освіта, охорона здоров'я та соціальна допомога — 12,5 %.